# Mars 1915 (guerre mondiale)
février 1915 -  mars 1915 - avril 1915
- 1er mars : 
  - Extension du blocus allié à la totalité des marchandises allemandes.

- 9 mars : 
  - L'Italie, dans un mémorandum secret aux gouvernements de l’Entente, se déclare prête à sortir de sa politique de neutralité en échange des terres irrédentes (Trentin, Tyrol du Sud, Trieste, l’Istrie et une partie de la Dalmatie) au détriment de l'Autriche-Hongrie.

- 10 mars : 
  - Bataille de Neuve-Chapelle, résultat indécis malgré les moyens importants déployés par l'armée britannique.

- [11 mars : 
  - Accord de principe du gouvernement britannique à l'annexion de Constantinople par la Russie.

- 16 mars : 
  - Fin de la bataille de Champagne. Échec de la tentative de percée française en Champagne.

- - 18 mars :
  - Échec britannique dans la première phase de la bataille des Dardanelles : malgré le bombardement intensif des forts ottomans, la flotte anglo-française ne parvient pas à franchir les Détroits et perd un tiers de ses bâtiments.

- 21 mars : 
  - Premier bombardement de Paris par un zeppelin.

- 22 mars : 
  - Bombardement nocturne de la gare Saint-Lazare et de la Gare du Nord par zeppelin.
  - Capitulation de la place austro-hongroise de Przemysl, assiégée depuis septembre 1914 par les Russes.

- 25 mars :
  - Bombardement naval de la côte de Courlande par la flotte allemande de la Baltique.
  - 1re journée franco-serbe, organisée dans les écoles par le gouvernement français, destinée à faire connaître la Serbie en France[1].